# Joseph Carlton Loser
Joseph Carlton Loser (* 1. Oktober 1892 in Nashville, Tennessee; † 31. Juli 1984 ebenda) war ein US-amerikanischer Politiker. Zwischen 1957 und 1963 vertrat er den Bundesstaat Tennessee im US-Repräsentantenhaus.

## Werdegang
Joseph Loser besuchte die öffentlichen Schulen seiner Heimat und die YMCA Law School in Nashville. Im Jahr 1910 wurde er Mitglied der Nationalgarde von Tennessee. Zwischen 1917 und 1920 arbeitete Loser als Sekretär des Bürgermeisters von Nashville. Nach einem anschließenden Jurastudium an der Cumberland University in Lebanon und seiner im Jahr 1923 erfolgten Zulassung als Rechtsanwalt begann er in Nashville in seinem neuen Beruf zu praktizieren. Von 1923 bis 1929 war er stellvertretender städtischer Anwalt in Nashville. Zwischen 1929 und 1956 fungierte er zunächst bis 1934 als stellvertretender und danach als eigentlicher Bezirksstaatsanwalt im zehnten Gerichtsbezirk von Tennessee.
Politisch war Loser Mitglied der Demokratischen Partei. In den Jahren 1944, 1955, und 1960 nahm er als Delegierter an den jeweiligen Democratic National Conventions teil. 1944 wurde er Mitglied der Reserve der US-Küstenwache. Von 1954 bis 1958 war er Vorstandsmitglied seiner Partei in Tennessee. Bei den Kongresswahlen des Jahres 1956 wurde Loser im fünften Wahlbezirk von Tennessee in das US-Repräsentantenhaus in Washington, D.C. gewählt, wo er am 3. Januar 1957 die Nachfolge von Percy Priest antrat. Nach zwei Wiederwahlen konnte er bis zum 3. Januar 1963 drei Legislaturperioden im Kongress absolvieren. Diese waren von den Ereignissen des Kalten Krieges und der Bürgerrechtsbewegung bestimmt.
Im Jahr 1962 strebte Loser eine erneute Nominierung seiner Partei an und gewann auch die entsprechenden Vorwahlen. Dabei kam es aber zu Unregelmäßigkeiten, so dass ihm von seinem Gegenkandidaten Richard H. Fulton Wahlbetrug vorgeworfen wurde. Die Vorwahlen wurden daraufhin wiederholt. Dabei verlor Loser gegen Fulton, der anschließend auch die eigentlichen Wahlen gewann und Losers Mandat im Kongress übernahm. Nach seiner Niederlage zog sich Joseph Loser aus der Politik zurück. Er verbrachte seinen Lebensabend in Nashville, wo er am 31. Juli 1984 im Alter von 91 Jahren verstarb.